# Parelodina aroa
Parelodina aroa är en fjärilsart som beskrevs av George Thomas Bethune-Baker 1904. Parelodina aroa ingår i släktet Parelodina och familjen juvelvingar. Inga underarter finns listade i Catalogue of Life.